# Husmerae
Husmerae var en stamme eller klan i tidlig middelalder-England, der muligvis havde en tidlig bosættelse i underkongeriget Hwicce. Charte bevidner også, at gruppen blev omtalt som Wiogorna, og at deres levested blev betegnet som prouvincia eller provincia, en administrativ opdeling med sine egne grænser. En kilde beskriver også husmeraernes område som en regio.

## Historie
Husmeraerne bosatte sig på bredden af floden Stour før. De tog sandsynligvis deres navn fra Usmere, en sø på grænsen af Wolverley, hvis navn er gået videre til Ismere House i Churchill, Worcestershire. En kilde fortæller er begrebet er afledt af det britisk ord udso, det walisiske ws (vand) og det oldengelske ord mere.
Stammen nævnes kun i skriftlige kilder i Ismere Diploma fra 734, og efterfølgende chartrer der omhandlede samme ejendom indtil 964, hvor Usmere lå inden for grænserne Cookley i Wolverley. Dette charter var grundlaget for et  coenubium (minster). Dette minster var sandsynligvis Kidderminster, der sandsynligvis var samme sted som kirken ligger i dag.